# Carl Jakob Sulzer
Carl Jakob Sulzer (auch Carl Sulzer-Schmid; * 4. Februar 1865 in Winterthur; † 30. Oktober 1934 ebenda) war ein Schweizer Ingenieur und Maschinenfabrikant.

## Leben
Carl Jakob Sulzer war ein Sohn des Maschinenfabrikanten Heinrich Sulzer-Steiner. Nach dem Besuch eines Gymnasiums in Winterthur und einem Studium an der Akademie Lausanne sowie der Technischen Hochschule Dresden, dem ein längerer Auslandsaufenthalt folgte, stieg er 1891 als Ingenieur in das Familienunternehmen ein. Seine Beschäftigungsfelder waren Dampfmaschinen, Dampfkessel, Kreiselpumpen sowie Geschütze und Geschosse. Mit der Umwandlung des Unternehmens in eine Aktiengesellschaft wurde er Präsident des Verwaltungsrates der Gesellschaft.
Carl Jakob Sulzer war Präsident des Vereines schweizerischer Maschinen-Industrieller. Von 1917 bis 1934 sass er für die Zürcher FDP im Nationalrat. 1894 trat er dem Verein Deutscher Ingenieure (VDI) bei. Zwanzig Jahre lang war er Mitglied von dessen wissenschaftlichem Beirat. Während des Ersten Weltkriegs war er Oberst und Brigadekommandeur. Er gehörte der Kommission für die Neubewaffnung der Artillerie an.
Die ETH Zürich verlieh Sulzer 1927 die Ehrendoktorwürde. 1931 gehörte er anlässlich des 75-jährigen Vereinsjubiläums des VDI zu den ersten Empfängern des neu gestifteten VDI-Ehrenzeichens.
Carl Jakob Sulzer war seit 1895 mit Fanny Rosa Schmid verheiratet. Seine Brüder Hans Sulzer und Robert Heinrich Sulzer stiegen ebenfalls in die Unternehmung ein.